# Anthocoris dimorphicus
Anthocoris dimorphicus är en insektsart som beskrevs av Anderson och Kelton 1963. Anthocoris dimorphicus ingår i släktet Anthocoris och familjen näbbskinnbaggar. Inga underarter finns listade i Catalogue of Life.